# Foliant

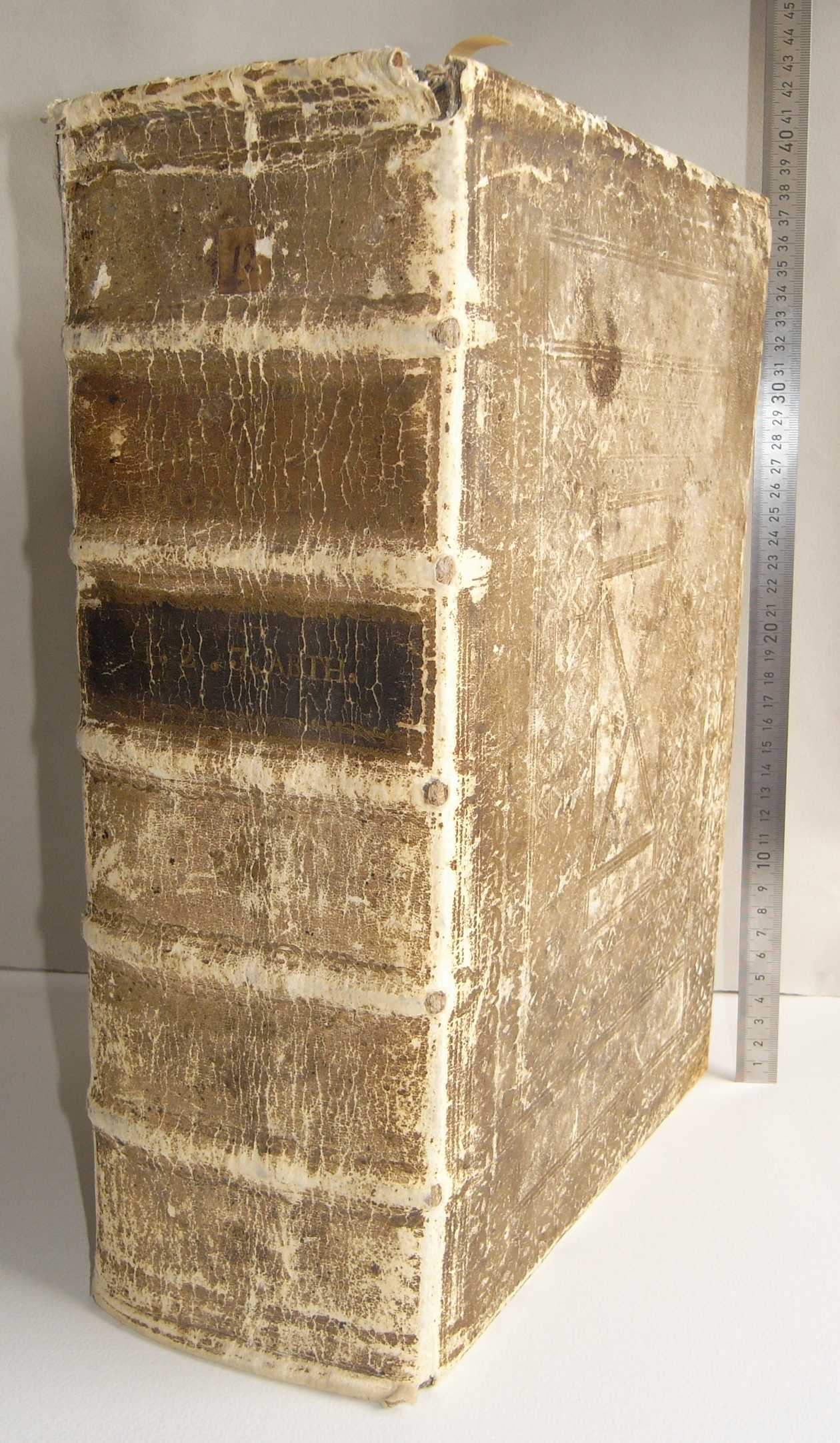
Un foliant de 1806 de 38 cm encuadernado en piel de cerdo.

Un foliant (del latín folium, 'hoja') es un libro en formato folio (2o). 
El formato folio es un formato de libro en el que el tamaño de la página resulta del hecho de que la hoja de papel original ("pliego"), que corresponde a las dimensiones de la hoja de pergamino romana tradicional, se dobla una sola vez (folium). Es el formato más usado en los incunables. Suele tener el tamaño de una hoja DIN A3 (aproximadamente 29 × 42 cm). Sin embargo, los papeles hechos a mano también podían tener dimensiones diferentes, lo que daba a los libros producidos con ellos tamaños distintos. El pliego podía tener varias variantes como por ejemplo, el denominado forma regalis, con un tamaño aproximado de 70 x 50 cm., o más pequeño, forma communis, de unos 50 x 30 cm. También se utilizaron los términos folio pequeño, folio grande y folio imperial.
Los libros más pequeños, en cambio, se llamaban libros en cuarto (4o) u octavo (8o), donde en este caso, las ediciones "in-cuarto" han sido dobladas dos veces y las de "in-octavo", tres veces, lo que resulta en 8 y 16 páginas, respectivamente. Los libros muy pequeños se denominaban "in-duodécimo" (12o). Esta clasificación según la altura del lomo tiene su origen en la costumbre, muy extendida desde la Edad Media, de ordenar los libros en las bibliotecas, por razones prácticas, según su tamaño.

## Historia
No fue hasta el Siglo de las Luces cuando se estableció en las bibliotecas el sistema de clasificación Winckelmann/Francke (por Johann Joachim Winckelmann y Johann Michael Francke), basado en aspectos temáticos.
Hasta aproximadamente la primera mitad del siglo XIX, el formato folio, a veces escrito 2o, era en realidad un término técnico y no una especificación de tamaño. El pliego utilizado en la impresión se doblaba por la mitad para formar dos hojas en el libro acabado. Sin embargo, como en esta época el papel estándar se producía a mano, los libros en formato folio podían tener aproximadamente el mismo tamaño. El tamaño es algo mayor mayor que el de una hoja de papel A4. Según la definición moderna, el tamaño es superior a 35 cm (con los nuevos tamaños de papel). También había libros, especialmente libros ilustrados y mapas, en los que el papel no se doblaba en absoluto o en los que varias hojas se unían para formar una sola página en el libro.